# Robbert Gradstein
Robbert Gradstein es un botánico neerlandés.

## Biografía
Estudió en la Universidad de Utrecht donde obtuvo su doctorado en botánica en 1975 con la tesis "Monografía del género Acrolejeunea (Hepáticas)". Fue docente en la Universidad de Utrecht desde 1969 y curador del Herbario. Además, ha ocupado cargos como asistente de investigación en la Universidad de Cincinnati, como becario Fullbright en la Universidad de Colorado, como becario JSPS en el Museo Nacional de Ciencias de Tokio, y como profesor de Botánica Tropical de la Universidad de Míchigan, Ann Arbor. Ha sido investigador asociado del Instituto de Investigaciones Tropicales
Smithsonian, Panamá, desde 1993. En 1995 fue nombrado catedrático de Botánica y Director del Herbario y Jardín Botánico de la Universidad de Göttingen, Alemania, cargo que ocupó hasta su jubilación en 2009. Desde entonces, trabaja como attaché honorario en el Museo Nacional de Historia Natural de París y, desde 2021, en el Jardín Botánico de Meise (Bélgica). También trabaja como profesor asesor en la Universidad Normal de China Oriental de Shanghái. Gradstein vive en Bruselas y Göttingen.
Los campos de investigación del profesor Gradstein incluyen la sistemática de plantas, sobre todo hepáticas (briofitas), la flora y la vegetación de los trópicos, y el impacto humano en la biodiversidad, especialmente epífitas. El profesor Gradstein ha realizado investigaciones en todas las regiones de América tropical y en Asia. Ha dirigido 33 tesis doctorales y numerosos proyectos, ha publicado cerca de 500 artículos científicos y 20 libros. Es autor de la "Guía de las Briofitas de la América Tropical" (2001) junto con Steven P. Churchill (Missouri Botanical Garden) y Noris Salazar Allen (Smithsonian Tropical Research Institute), y editor del "Catalogo de Plantas y Líquenes de Colombia" (2016) junto con Rodrigo Bernal y Marcela Celis (Universidad Nacional de Colombia, Bogotá). Su libro "The Liverworts and Hornworts of Colombia and Ecuador", trabajo de casi 50 años, salió en 2021. Actualmente, escribe un Manual de las Hepáticas de África Central.  
Robbert Gradstein es también un hábil violonchelista y se ha presentado en numerosos conciertos en los Países Bajos, Alemania y Francia. Con el Trío Zara (piano, violín, violonchelo) ganó dos veces el Concurso Nacional de Música de Cámara para no profesionales de los Países Bajos, en 1986 y 1990. Ha grabado algunos discos con piezas de Mozart, Debussy, Dvorak, Farrenc, Martinu, von Weber y otros compositores.

## Honores
- Editor de la revista TAXON
- Editor de la serie Flora Neotrópica, Regnum Vegetabile y Bryophytorum Bibliotheca
- Miembro de la Academia de Ciencias de Gotinga y de la Academia Colombiana de Ciencias Exactas, Físicas y Naturales Bogotá
- Presidente y fundador de la Asociación Internacional de Briólogos (IAB)
- Premio "Jesse M. Greenman" del Jardín Botánico de Misuri en 1975 a la mejor tesis doctoral en sistemática
- Premio "de Candolle" de la Sociedad de Física y de Historia Natural de Ginebra en 1994 por sus investigaciones botánicas
- Premio "recaudación de fondos" de la Universidad de Göttingen en 2005 en su cargo de director del Jardín Botánico de Gotinga
- Medalla "Hedwig" de la Asociación Internacional de Briólogos en 2013 por sus contribuciones científicas en la briología.

## Publicaciones 2008-2024
2024
•	Dai Z., Xing S., Gradstein S.R., Li M., Tu S., Chen X., Yao X., Gao S, Ruiping Shi R., Tang L., Zhang R., Zhang Z., Zhao M., Wang Y., Lui H., Zhang J., Wang J. Forest microclimate as a driver of epiphytic bryophyte diversity along a subtropical elevational gradient. Journal of Biogeography, doi.org/10.1111/jbi.15054
•	Dauphin G., Gradstein S.R., Salazar Allen N. & Chung C. The liverworts and hornworts of  Barro Colorado Island. In: Müller-Landau H. & Wright S.J. (eds.),  The First 100 Years of Research on Barro Colorado Island: Plant and Ecosystem Science. Smithsonian Institution Scholarly Press, Washington.
•	Goeyers C., VandeVijver B., Kohler T.J., Verleyen E., Tytgat B., Gradstein R. & Sabbe K. 2024. Local and regional, not latitudinal, variation in microclimate and bedrock shapes moss-associated diatom communities in Greenland. Journal of Biogeography.
•	Gradstein S.R. Bryophyta. Division B Marchantiophyta: Haplomitriopsida, Jungermanniopsida order Jungermanniales. In: M. Sosef (ed.), Flora of Central Africa / Flore de l'Afrique Centrale. Meise Botanic Garden, Meise, Belgium, 172 p.
•	Gradstein S.R. On the taxonomic status of Gongylanthus oniscoides (Marchantiophyta: Southbyaceae). Nova Hedwigia 119: 87–90. 
•	Gradstein S.R. & Hentschel J. On Lepicolea Dumort. (Marchantiophyta: Lepicoleaceae) in tropical America. Nova Hedwigia 118: 29–39. 
•	Gradstein S.R., Ilkiu-Borges A.L., Cargill C. & Vanderpoorten A. An integrative taxonomic study of the genus Lethocolea (Acrobolbaceae). Plant Ecology and Evolution 157 (3): 375–398.
•	Oliveira da Silva F.R. & Gradstein S.R. High liverwort diversity in the tropical Andes as evidenced by the discovery of three new species of Radula. Phytotaxa 653: 91–99.
•	Oliveira da Silva F.R., Ilkiu-Borges A.L. & Gradstein S.R., Gomes Takashima T.T. & Luizi-Ponzo A.P. Spores of Radulaceae (Marchantiophyta) exhibit a level of micromorphological diversity far beyond expectation. Acta Botanica Brasilica 38: e20240030.
•	Pohl M.J., Lehnert L.W., Thies B., Seeger K., Berdugo Moreno M.B., Gradstein S.R., Bader M.Y. & Bendix J. Downscaling air temperatures as a key driver for high-resolution niche modeling in a valley of the Amazonian lowland forests: A case study on the microclima R package. PLoS ONE19(11): e0310423.  

2023
•	Freire A.V., Judziewicz E.J., Cargill  D.C., Forrest L.L., Gradstein S.R., Pezzillo Z.,  Oppenheimer H.L., Pezzillo Z ., Sepsenwol S. Kahakuloa operculospora, a new Hawaiian species of simple thalloid liverworts in a new genus and family, Kahakuloaceae. Bryophyte Diversity and Evolution 46: 10–34.   
•	Gradstein S.R. Bryophyta. Introduction, Division A Anthocerotophyta. In: M. Sosef (ed.), Flore de l'Afrique Centrale. Meise Botanic Garden, Belgium, 33 p.
•	Pohl M.J., Lehnert L.W., Thies B., Seeger K., Berdugo Moreno M.B., Gradstein S.R., Bader M.Y., Bendix J. River valleys in the Amazon lowland rainforest are stable climate change refugia for drought-sensitive canopy organisms. Nature Communications, Earth and Environment 4: 198.
•	Sass-Gyarmati A., Gradstein S.R. On the status of Bazzania madagassa from Madagascar. Phytotaxa 613: 75–78.
2022
• Berdugo-Moreno M., Gradstein S.R., Guerot L. & Bader M. Species rich crowns and beta-diverse trunks: Diversity patterns of epiphytic bryophytes across spatial scales in a tropical lowland forest. Biotropica 54: 893–905.
• Dauphin G., Gradstein S.R., Salazar Allen N. Liverworts and hornworts of Barro Colorado Island, Panama. Cryptogamie, Bryologie 43: 153–165. 
• Gradstein S.R. Epiphyllous bryophyte diversity in lowland rain forest and lowland cloud forest of French Guiana. Cryptogamie, Bryologie 43: 187–193.
• Gradstein S.R. & Pócs T. 2022. Proposal to conserve the name Cololejeunea against Metzgeriopsis (Lejeuneacee, Marchantiophyta). TAXON 71: 472–473.
• Gradstein S.R. & Reeb C. The genus Plagiochila (Marchantiophyta) in Madagascar. Cryptogamie, Bryologie 43: 65–106.
• Gradstein S.R., Ilkiu-Borges A.L. & Oliveira da Silva F.R. The genus Radula (Radulaceae) in Madagascar. Nova Hedwigia 115: 349–382.
• Koid C.W., Shaipulah N.F.M., Lee G.E., Gradstein S.R., Asakawa Y., Andriani Y., Mohammed A., Nik Norhazrina N., Chia P.W. Volatile organic compounds of bryophytes from Peninsular Malaysia and their roles in bryophytes. Plants 11, 2575.
• Lee G.E., Gradstein S.R., Pesiu E. & Norhazrina N. An updated checklist of liverworts and hornworts of Malaysia. Phytokeys 199: 29–111.
• Oliveira da Silva F.R., Gradstein S.R., Viana P.l., Schaefer C.E.G.R. & Ilkiu-Borges A.L. Bryophytes from Uei tepui (Serra do Sol) with liverworts new to Brazil and the description of Leptoscyphus incisus sp. nov. Cryptogamie, Bryologie 45: 51–64.
• Oliveira da Silva F.R., Ilkiu-Borges A.L. & Gradstein S.R. Two new Neotropical of Radula (Marchantiophyta: Radulaceae) with bordered leaves. Phytotaxa 564: 95–103. 
• Reeb C., Lavocat Bernard L. & Gradstein S.R. An integrative taxonomic revision of Aneuraceae from Guadeloupe and Martinique, West Indies. Cryptogamie, Bryologie 43: 135–152.
• Renner M.A.M., Gradstein S.R., Oliveira da Silva F.R. & Ilkiu-Borges A.L. & Oliveira da Silva F.R. Molecular and morphological evidence support the recognition of three genera within Radulaceae (Porellales: Marchantiophyta). Bryophyte Diversity and Evolution.
2021
- Aroca-Gonzales B.D., Gradstein S.R. & Gonzáles-Nieves L.M. 2021. Endangered or not? Potential distribution of the liverwort Pleurozia paradoxa in Colombia. Revista de la Academia Colombiana de Ciencias Exactas, Físicas y Naturales 45(174): 260–271.

- Bardat J., Söderström L., Hagborg A., Leblond S. & Gradstein S.R. Checklist of the liverworts and hornworts of French Polynesia. Cryptogamie, Bryologie 42: 73–116.

- Dai Z., Shi-Chen Xin, S.C., Gradstein S.R., Chen X., Zhu R.L., Jian Wang J. 2021. New species or infraspecific variation? A case study of Ptychanthus striatus var. motuoensis var. nov. (Marchantiophyta: Lejeuneaceae) from Xizang, China. The Bryologist 124: 475–483.

- Deleg J., Gradstein S.R., Aragon G., Giordani P. & Benitez A. 2021. Cryptogamic epiphytes as indicators of successional changes in megadiverse lowland rain forests of western Amazonia. Ecological Indicators 129 (107890).

- Feldberg K., Gradstein S.R., Gröhn C., Heinrichs J., von Konrat M., Mamontov Y., Renner M.A.M., Roth M., Schäfer-Verwimp A., Sukkharak P. & Schmidt A.R. 2021. Checklist of fossil liverworts. Bryophyte Diversity and Evolution 43: 14–71.

- Gradstein S.R. 50 years of the IAB. Bryophyte Diversity and Evolution 43: 10–13.

- Gradstein S.R. The Liverworts and Hornworts of Colombia and Ecuador. Memoirs of the New York Botanical Garden 121: i–xxv, 1–723. https://www.springer.com/gp/book/9783030494490

- Gradstein S.R. & Bastos C.J.P. On the identity of Cheilolejeunea choachina with description of two new species of Cheilolejeunea from the Neotropics. Nova Hedwigia 113: 75–89.

- Gradstein S.R. & Ilkiu-Borges A.L. Two noteworthy ramicolous liverworts from Mount Roraima, Guyana: Frullania trigona and Metzgeria deniseana sp. nov. Phytotaxa 525: 26–36

- Gradstein S.R. & Pérez A.J. In the footsteps of Michel Allioni: Liverworts and Hornworts of the surroundings of Gualaquiza and Bomboiza (prov. Morona Santiago), Ecuador. Candollea 76: 41–54.

- Gradstein S.R. & Pócs T. Diversity and distribution of liverworts and hornworts in Polylepis sericea forests of the Sierra Nevada de Mérida, Venezuela. Nova Hedwigia 112: 49–68.

- Katagiri T. & Gradstein S.R. 2021. Obituary Masami Mizutani (1930–2020). Hattoria 12: 93–115.

- Lee G.K. & Gradstein S.R. Guide to the Genera of Liverworts and Hornworts of Malaysia. The Hattori Botanical Laboratory, Nichinan, Japan, 234 pages, 77 plates.

- Pohl M., Lehnert L., Bader M., Berdugo-Moreno M., Gradstein S.R., Viehweger J. & Bendix J. A first fog and low stratus retrieval for tropical South America reveals widespread fog occurrence in the tropical lowlands. Remote Sensing of Environment 264 (2021) 112620.

- Thouvenot L. & Gradstein S.R. A new species of the genus Pycnolejeunea from New Caledonia. Nova Hedwigia 112: 375-382.

2020
- Bastos C. & Gradstein S.R. 2020. The genus Lejeunea in Brazil. Phytotaxa 453: 55-107.

- Bastos C. & Gradstein S.R. 2020. The genus Cheilolejeunea in Brazil. Nova Hedwigia 111(3/4): 287-335.

- Gradstein S.R. 2020. The genera of Lejeuneaceae (Marchantiophyta) of tropical America – an update. Nova Hedwigia Beiheft 150: 81-96.

- Gradstein S.R. & S. León-Yánez. 2020. Liverwort diversity in Polylepis pauta forests of Ecuador under different climatic conditions. Neotropical Biodiversity 6: 138-146.

- Gradstein S.R. & Lavocat-Bernard L. 2020. An evalation of the endemic bryophyte flora of Guadeloupe. Cryptogamie, Bryologie 41: 201-210.

- Gradstein S.R. & Pócs, T. 2020. Diversity and distribution of liverworts and hornworts in Polylepis sericea forests of the Sierra Nevada de Mérida, Venezuela. Nova Hedwigia (fast track).

- Kerp H., Mangerud G. & Gradstein S.R. 2020. Plants, spores and pollen. In: F.M. Gradstein et al. (eds.), The Geological Time Scale, p. 109-121. Elsevier Sci. Publs.

- Ledent A., Pereira M., Wickett N., Overson R., Laenen B., Mardulyn P., Gradstein S.R., De Haan M., Ballings P., Van der Betten I., Zartman C.E. & Vanderpoorten A. 2020. What do tropical cryptogams reveal? Strong genetic structure in Amazonian bryophytes. New Phytologist 228: 640-650. doi: 10.1111/nph.16720.

- Lima E., Ilkiu-Borges A.L. & Gradstein S.R. 2020. A new species of Frullania subg. Frullania (Marchantiophyta) from the Brazilian Amazon. Phytotaxa 456: 119-124.

- Oliveira da Silva F.R., Gradstein S.R. & Ilkiu-Borges A.L. 2020. The genus Radula (Radulaceae, Marchantiophyta) in Brazil. Nova Hedwigia (fast track).

- Oliveira da Silva F.R., Gradstein S.R. & Ilkiu-Borges A.L. 2020. A new species and new variety of Radula Dumort. (Radulaceae, Marchantiophyta) from Brazil. Phytotaxa 454: 24-30.

- Reeb C. & Gradstein S.R. 2020. A taxonomic revision of Aneuraceae (Marchantiophyta) from eastern Africa with an interactive identification key. Cryptogamie, Bryologie 41: 11-34.

- Tu S.W., Shi R.P., Tang LY, Tang X., Dai Z., Xing S.C., Shi X.Q., Gradstein S.R. & Wang J. 2020. Floristic habitat sampling yielded Spruceanthus planifolius (Lejeuneaceae, Marchantiophyta) new to China. Phytotaxa  455: 229-234.

2019
- Benitez A., Chuquimarca L., Rodriguez G. & Gradstein S.R. 2019. Briófitas del parque nacional Podocarpus. Tropical Bryophyte Guides. Field Museum of Natural History, Chicago.

- Benitez A., Gradstein S.R., Cevallous P., Medina J., Aguirre N. 2019. Terricolous bryophyte communities in relation to climatic and topographic factors in a páramo of southern Ecuador. Caldasia 41: 370-379.

- Gradstein S.R., Bastos C. 2019. Plagiochila eggersii, a rare neotropical species new to Brazil. Rodriguesia 70: e01452018.

- Gradstein S.R., Ilkiu-Borges A.L. 2019. Two new species of Lejeuneaceae tribe Lejeuneeae (Marchantiophyta) from Colombia. Acta Musei Silesiae, Scientiae Naturales, 68: 29-36.

- Gradstein S.R., C. Reeb, C. Persson, N. Zapata, A.J.Pérez. 2019. A new dendroid species of Riccardia (Marchantiophyta: Aneuraceae) from the Cordillera del Cóndor, Ecuador. Journal of Bryology 41: 322-327.

- Sim-Sim M. , Anabela Martins A., Ana S. B. Rodrigues A.S.B., Garcia C.A., Sérgio C., van Rooy J., González-Mancebo J.M., Vanderpoorten A., Patiño J., Hedenäs L., Gradstein S.R. 2019. Ptychomitrium subcrispatum Thér. & P.de la Varde, an east southern African species excluded from the Cape Verde bryoflora. Journal of Bryology 41: 281-284.

2018
- Atwood J.J., Espinoza-Prieto B., Gradstein S.R. 2018. A new species of Frullania (Marchantiophyta: Frullaniaceae) from the Andes of Peru, and a range extension for F. holostipula from Bolivia. Bryophyte Diversity and Evolution 40: 68-78.

- Dauphin C., Gradstein S.R., Morales M.I., Sánchez J. 2018. Lophocolea fragrans subsp. cocosana subsp. nov. and L. tenerrima (Marchantiophyta: Lophocoleaceae) new to Central America. Nova Hedwigia 106: 27-34.

- Gradstein S.R. 2018. Amphi-Pacific tropical disjunctions in the bryophyte floras of Asia and the New World. Philippine Journal of Systematic Biology 12: 1-11.

- Gradstein S.R. 2018. Key to hornworts (Anthocerotophyta) of Colombia. Caldasia 40(2): 262-270.

- Gradstein S.R., Benitez A. 2018. On Metzgeria saccata with description of a new species from South America. Nova Hedwigia 106: 49-58.

- Gradstein S.R., Costa, D.P. 2018. Plagiochila lamyana, a new liverwort species from the Guayana Highland of Brazil. Cryptogamie, Bryologie 39: 147-153.

- Gradstein S.R., Ilkiu-Borges A.L. 2018. An overview of the Afro-American genus Haplolejeunea with description of two new species from South America. Nova Hedwigia 107: 423-436.

- Gradstein S.R., Reeb C. 2018. Riccardia regnellii, an older name for R. amazonica (Marchantiophyta: Aneuraceae). Cryptogamie, Bryologie 39: 305-308.

- Gradstein S.R., Reeb C. 2018. The genus Riccardia (Aneuraceae) in Colombia and Ecuador. Cryptogamie, Bryology 39: 515-540.

- Gradstein S.R., Uribe-M. J., Gil-N. J., Morales C., Negritto M. 2018. Liverworts new to Colombia. Caldasia 40: 82-90.

- Gradstein S.R., Vanderpoorten A., van Reenen G.B.A., Cleef A.M. 2018. Mass occurrence of Herbertus sendtneri (Herbertaceae) in a glacial lake in the Andes of Colombia. Revista de la Academia Colombiana de Ciencias Exactas, Físicas y Naturales 42(164): 221-229.

- Gradstein S.R., Zhu, R.L., Shu L., Perez, A.L. 2018. Reinerantha foliicola, a new genus and species of Lejeuneaceae subtribe Cololejeuneinae (Marchantiophyta) from Ecuador. Journal of Systematics and Evolution 56: 67-75.

- Reiner-Drehwald M.E., Gradstein S.R. 2018. A further new species of Lejeuneaceae (Marchantiophyta) from the Chocó of Colombia: Pycnolejeunea chocoensis. Cryptogamie, Bryologie 39: 325-330.

- Sierra A.M., Vanderpoorten A., Gradstein S.R., Pereira M.R., Bastos C.J.P., Zartman C.E. 2018. Bryophytes of Jaú National Park (Amazonas, Brazil): Estimating detectability and species richness in a lowland Amazonian reserve. The Bryologist 121: 571-588.

- Sun  L.W., Gradstein S.R., Gao X.D., Ma W.Z., Wei Q.Q., Zhu R.L., Wang J. 2018. Notes on the distribution of Acrolejeunea sandvicensis (Gottsche) Steph., a liverwort species disjunctive to East Asia and Hawaii. Phytotaxa 367: 158–164.

- Thouvenot L., Müller F., Gradstein S.R. 2018. Contribution to the bryophyte flora of New Caledonia III. New and interesting records, new combinations and new synonyms. Cryptogamie, Bryologie 39: 361-376.

- Tang X, Gradstein S.R., Sun L.W., Zhu M.J., Shi R.P., Chen Y.Q., Wei Q.Q., Shen Y.Q., Zhou X.X., Wang J. 2018. Contribution to the knowledge of epiphyllous bryophytes in Tianmushan National Nature Reserve (Zhejiang, China), with remarks on climate warming and nature conservation. Lindbergia 41: 1-7.

2017
- Crandall-Stotler B.J. & Gradstein S.R. 2017. A new riverine species of the genus Fossombronia (Pelliales, Fossombroniaceae) from Ecuador. Bryophyte diversity and evolution 39: 94-101.

- Gradstein S.R. 2017. Amphitropical disjunctive species in the complex thalloids (Marchantiidae). Journal of Bryology 39: 66-78.

- Gradstein S.R. 2017. Revised typification of Monoclea gottschei Lindb. Journal of Bryology. DOI: 10.1080/03736687.2017.1365219

- Gradstein S.R. 2017. At the bicentennial of Richard Spruce's birth. The Bryological Times 145: 6-8.

- Gradstein S.R. 2017. Bazzania (Marchantiophyta) in South America. Nova Hedwigia. DOI: 10.1127/nova_hedwigia/2017/0409

- Gradstein S.R., Benitez A. 2017. Liverworts new to Ecuador with description of Plagiochila priceana sp. nov. and Syzygiella burghardtii sp. nov. Cryptogamie, Bryologie 38 (4): 335-348. Doi: 10.7872/cryb/v38.iss4.2017.335

- Gradstein S.R., León-Yánez S. 2017. Liverworts (Marchantiophyta) of Polylepis pauta forests from Ecuador with description of Leptoscyphus leoniae sp. nov. and Plagiochila pautaphila sp. nov. Nova Hedwigia. DOI: 10.1127/nova_hedwigia/2017/0432

- Gradstein S.R., Reiner-Drehwald M.E. 2017. A new species of Cyclolejeunea (Marchantiophyta: Lejeuneaceae) from the Chocó, Colombia. Bryophyte Diversity and Evolution 39: 21-27.

- Gradstein S.R., Reiner-Drehwald M.E. 2017. Cheilolejeunea schiavoneana,  a remarkable new liverwort species from Colombia. Boletín de la Sociedad Botánica de Argentina 52: 325-330.

- Patiño J., Renner M.A.M., Gradstein S.R., Laenen B., Devos N, Shaw A.J., Vanderpoorten A. 2017. Integrative Phylogeography of the Liverwort Genus Radula: A Case of Cretaceous Vicariance in Highly Dispersive Plants. Molecular Phylogenetics and Evolution 106: 73-85.

- Rabeau L., Nebel M., Dubuisson J.-Y., Krause C., Gradstein R., Quandt D., Reeb C. 2017. New insights into the phylogeny and relationships among the worldwide genus Riccardia (Aneuraceae, Marchantiidae). European Journal of Taxonomy 273: 1-26.

- Sukkharak P., Gradstein S.R. 2017. Phylogenetic study of Mastigolejeunea (Marchantiophyta: Lejeuneaceae) and an amended circumscription of the genus Thysananthus. Phytotaxa 326:  91-107.

2016
- Bernal R., Gradstein S.R., Celis M. (eds.) 2016. Catálogo de Plantas y Líquenes de Colombia. Universidad Nacional de Colombia Press, Bogotá, p. 1-3058.

- Gradstein S.R. 2016. The genus Plagiochila (Marchantiophyta) in Colombia. Revista Acad. Colomb. Cienc. Ex. Fis. Nat. 40: 104-136.

- Gradstein S.R. 2016. Where are the types of liverwort species? The Bryological Times 143: 5-8.

- Gradstein S.R. & Costa D.P. 2016. A new species of Syzygiella (subg. Cryptochila) from Brazil. Nova Hedwigia 103: 13-16.

- Gradstein S.R. & Opisso J. 2016. Sphaerocarpos texanus Austin new to Peru. In: New national and regional bryophyte records. Journal of Bryology 38.

- Gradstein S.R. & Uribe J. 2016. Marchantiophyta. In: Bernal R. et al. (eds.), Catálogo de plantas y líquenes de Colombia, pp. 282-352. Universidad Nacional de Colombia Press, Bogotá.

- Gradstein S.R. & Uribe J. 2016. Anthocerotophyta. In: Bernal R. et al. (eds.), Catálogo de plantas y líquenes de Colombia, pp. 443-445. Universidad Nacional de Colombia Press, Bogotá.

- Gradstein S.R., Pócs T. & Zhu R.L. 2016. Lejeuneaceae. In: Söderström L. et al. (eds.), World Checklist of Hornworts and Liverworts. Phytokeys 59: 297-414.

- Gradstein S.R., Morales C., Negritto M.A. & Duckett J.G. 2016. New records of liverworts and hornworts from the Sierra Nevada de Santa Marta. Cryptogamie, Bryologie 37: 463-475.

- Krömer T. & Gradstein S.R. 2016. Vascular epiphytes. In: T. Larsen (ed.), Biodiversity sampling protocols, p. 23-34.

- Laenen B., Machac A., Gradstein S.R., Shaw B., Patiño, J., Desamoré A., Goffinet B., Cox C., Vanderpoorten A. & Shaw A.J. 2016. Increased diversification rates follow shifts to bisexuality in liverworts. New Phytologist 210: 1121-1129.

- Söderström L., Hagborg A., von Konrat M., Bartholomew-Began S., Bell D., Briscoe L., Brown E., Cargill D.C., Costa D.P., Crandall-Stotler B.J., Cooper E.D., Dauphin G., Engel J.J., Feldberg K., Glenny D., Gradstein S.R., He X.L., Heinrichs J., Hentschel J., Ilkiu-Borges A.L., Katagiri T., Konstantinova N.A., Larrain J., Long D.G., Nebel M., Pócs T., Felisa Puche F., Reiner-Drehwald E., Renner M.A.M., Sass-Gyarmati A., Schafer-Verwimp A., Moragues J.G.S., Stotler R.E., Sukkharak P., Thiers B.M., Uribe J., Váňa J., Villarreal J.C., Wigginton M., Zhang L., Zhu R-L. 2016. World checklist of Hornworts and Liverworts. PhytoKeys 59: 1-821.

- Wang J., Zhu R.L., Gradstein S.R. 2016. Taxonomic revision of Lejeuneaceae subfamily Ptychanthoideae (Marchantiophyta) in China. Bryophytorum Bibliotheca 65: 1-141.

2015
- Bernal R., Gradstein S.R., Celis M. (eds.) 2015. Catálogo de plantas y líquenes de Colombia. Instituto de Ciencias Naturales, Universidad Nacional de Colombia, Bogotá. catalogoplantascolombia.unal.edu.co

- Bernal R., Gradstein S.R., Celis M. 2015. New names and new combinations for the Catalogue of the Plants and Fungi of Colombia. Phytoneuron 2015-22: 1-6.

- Gradstein S.R. 2015. An overview of the genus Schiffneriolejeunea. Nova Hedwigia 100: 507-524.

- Gradstein S.R. 2015. A revised key to the species of Plagiochila (Marchantiophyta) from Brazil. Pesquisas Botanica (Brasil) 67: 23-36.

- Gradstein S.R. 2015. New synonyms and new lectotypifications in Neotropical Plagiochila (Marchantiophyta). Cryptogamie, Bryologie 36: 369-379.

- Gradstein S.R. 2015. Hans Hürlimann (1921-2014). Bryologie, Cryptogamie 36(2).

- Gradstein S.R. & Cuvertino J. 2015. Observations on the liverwort flora of the surroundings of Santiago, Central Chile. Cryptogamie, Bryologie 26: 129-141.

- Gradstein S.R., Ilkiu-Borges A.L. 2015. A taxonomic monograph of the genus Odontoschisma (Marchantiophyta: Cephaloziaceae). Nova Hedwigia 100: 15-100.

- Laenen B., Machac A., Gradstein S.R., Shaw B., Patiño, J., Desamoré A., Goffinet B., Cox C., Vanderpoorten A. & Shaw A.J. 2015. Range size in liverworts: does sex really matter? J. Biogeography 43: 627-635.

- Shi X-Q., Gradstein S.R., Zhu R.-L. 2015. Type studies in Archilejeunea (Lejeuneaceae, Marchantiophyta): six new synonyms and one new combination. Phytotaxa 195: 248-250.

- Shi X-Q., Gradstein S.R., Zhu R.-L. 2015. Phylogeny and taxonomy of Archilejeunea (Spruce) Steph. (Lejeuneaceae subf. Ptychanthoideae, Marchantiophyta) based on molecular markers and morphology. TAXON 64: 881-892.

- Söderström L., Barrie F.R., Hagborg A., Crandall-Stotler B.J., Gradstein S.R., Stotler R.E. & von Konrat M. 2015. Notes on Early Land Plants Today. Genera of Lejeuneaceae established in the period 1884–1893: dates of validation and implications. Phytotaxa 220: 143-198.

- Thouvenot L., Gradstein S.R., Zhu R.L. 2015. A new species of Lejeuneaceae (Marchantiophyta) from New Caledonia: Ceratolejeunea bardatii. Cryptogamie, Bryologie 36: 243-249.

- Ye W., Gradstein S.R., Shaw J. A., Shaw B., Ho B-C., Schäfer-Verwimp A., Pócs T., Heinrichs J. & Zhu R.L. 2015. Phylogeny and classification of Lejeuneaceae subtribe Cheilolejeuneinae (Marchantiophyta) based on nuclear and plastid molecular markers. Cryptogamie, Bryologie 36(4): 313-333.

2014
- Aranda S, Gradstein SR, Patiño J, Laenen B, Désamoré A, Patiño J, Vanderpoorten A (2014) Phylogeny, classification and species delimitation in the liverwort genus Odontoschisma. TAXON 63: 1008-1025

- Gradstein SR, Benitez A (2014) A second locality for the critically endangered Colura irrorata in the Ecuadorian Andes. J. of Bryology 36: 151-155

- Gradstein SR, Benitez A (2014) Two new taxa of leafy liverworts from Cerro Plateado, Cordillera del Cóndor, Ecuador. Nova Hedwigia 99: 111-118

- Gradstein SR, Laenen B, Frahm JP, Schwarz U, Crandall-Stotler BJ, Engel JJ, von Konrat M, Stotler RE, Shaw B, Shaw AJ (2014) On the taxonomic status of the enigmatic Phycolepidoziaceae with description of a new species, Phycolepidozia indica. TAXON 63: 498-508

- Laenen B, Shaw B, Schneider H, Goffinet B, Gradstein SR et al. (16 authors) (2014) Bryophytes diversified slowly but surely since the mid-Mesozoic. Nature Communications 5(5134) Doi:10.1038/ncomms6134

- Lee GE, Gradstein SR, Damanhuri A, Latiff A (2014) New and neglected taxonomic features in the genus Lejeunea. Polish Journal of Botany 59: 31-36

- Obregón A, Gehrig-Downie C, Gradstein SR, Bendix J (2014) The potential distribution of tropical lowland cloud forest as revealed by a novel MODIS-based fog/low stratus night-time detection scheme. Remote Sensing and Environment 155: 312-324.

- Sukkharak P, Gradstein SR (2014) A taxonomic revision of the genus Mastigolejeunea. Nova Hedwigia 99: 279-345.

- Wang J, Gradstein SR, Zhu RL (2014) New synonymy in Ptychanthus striatus. Phytotaxa 158: 195-200

- Wang J, Gradstein SR, Shi XQ, Zhu RL (2014) Phylogenetic position of Trocholejeunea and a new infrageneric classification of Acrolejeunea. Bryophyte Diversity and Evolution 36: 31-44.

- Wang J, Gradstein SR, Cheng CF, Zhu RL (2014) A new species of Trocholejeunea from China. Phytotaxa 158: 195-200.

- Wei YW, Zhu RL, Gradstein SR (2014) On Lejeunea huctumalcensis and the resurrection of Otigoniolejeunea. Phytotaxa 162: 236-238

2013
- Gehrig-Downie C, Obregón A, Bendix J, Gradstein SR (2013) Diversity and vertical distribution of epiphytic liverworts in lowland rain forest and lowland cloud forest of French Guiana. Journal of Bryology 35

- Gradstein SR (2013) Von den Alpen zu den Anden: Beiträge zur Geobotanik aus der Göttinger Akademie. Geschichte der Akademie der Wissenschaften zu Göttingen 1: 215-222

- Gradstein SR (2013) A classification of Lejeuneaceae (Marchantiophyta) based on molecular and morphological evidence. Phytotaxa 100: 6-20

- Gradstein SR (2013) Afro-American hepatics revisited. Polish Journal of Botany 58: 149-177

- Gradstein SR (2013) Auswirkungen von Landnützungsänderungen auf Epiphyten im Tropenwald. Verlag Friedrich Pfeil, Múnich

- Lee GE, Gradstein SR (2013) Distribution and habitats of Lejeunea species from Malaysia. Polish Botanical J. 58: 59-69

- León-Yánez S, Gradstein SR, Castillo J, Moscoso-Estrella A, H. Navarrete H (2013) Guía de briofitas comunes de Los Andes de Quito. Herbario QCA, Quito

- Patiño J, Guilhaumon F, Whittaker RJ, Triantis KA, Gradstein SR, Hedenäs L, González-Mancebo JM, Vanderpoorten A (2013) Accounting for data heterogeneity in patterns of biodiversity: An application of linear mixed models to the oceanic island biogeography of spore–producing plants. Ecography 36: 904-913

2012
- Gehrig-Downie C, Marquardt J, Obregón A, Bendix J, Gradstein SR (2012) Epiphyte diversity and vertical distribution of filmy ferns as a tool for identifying tropical lowland cloud forest. Ecotropica 17: 53-44

- Gradstein SR (2012) An overview of the genus Marchesinia. Polish Botanical J. 57: 69-79

- Gradstein SR, Kerp H (2012) A Short History of Plants on Earth. In: F.M. Gradstein et al. (eds.), The Geological Time Scale. Elsevier

- Pardow A, Gehrig-Downie C, Gradstein SR, Lakatos M (2012) Funtional diversity of bryophytes in two tropical lowland forests from French Guiana. Biodiversity and Conservation 21: 3637–3655

- Pichonet A, Gradstein SR (2012) Male dwarfism in the genus Dicranum. Cryptogamie Bryologie 32: 29-36

- Vanderpoorten A, Désamoré A, Laenen B, Gradstein SR (2012) Striking autapomorphic evolution in Physotheca J.J. Engel & Gradst. blurred its actual relationships with Leptoscyphus Mitt. Journal of Bryology 34: 251-256

2011
- Bach K, Gradstein SR (2011) A comparison of six methods to detect altitudinal belts of vegetation in tropical mountains. Ecotropica 17: 1-13

- Devos N, Renner M, Gradstein SR, Shaw AJ, Laenen B, Vanderpoorten A (2011) Evolutionary significance and trade-offs in life history traits in Radula. New Phytologist 192: 225-236

- Gehrig-Downie C, Obregón A, Bendix J, Gradstein SR (2011) Epiphyte biomass and canopy microclimate in the tropical lowland cloud forest of French Guiana. Biotropica 43: 591-596

- Gradstein SR (2011) Guide to the Liverworts and Hornworts of Java. Bogor, 150 pp.

- Gradstein SR, Ilkiu-Borges A-L, Vanderpoorten A (2011) Habitat specialization triggers the evolution of unusual morphologies: the case of Cololejeunea stotleriana sp. nov. from Ecuador. The Bryologist 114: 9-22

- Jácome J, Gradstein SR, Kessler M (2011) Response of epiphytic bryophyte communities to simulated climate change in the Tropics. In: Bryophyte Ecology and Climate Change. Cambridge University Press, p. 191-210

- Ludwickzuk A, Gradstein SR, Nagashima F, Asakawa Y (2011) Chemosystematics of Porella. Natural Products Communications 6: 315-321

- Thouvenot L, Gradstein SR, Hagborg A, Söderström L, Bardat J (2011) Checklist of the liverworts and hornworts of New Caledonia. Cryptogamie Bryologie 32: 287-390

- Werner FA, Köster N, Kessler M, Gradstein SR (2011) Is the resilience of epiphytic assemblages to human disturbance a function of local climate? Ecotropica 17: 15-20

2010
- Costa DP, Almeida J, Santos Dias N, Gradstein SR, Churchill SP (2010) Manual de Briologia. Intersciência, 207 pp.

- Désamoré A, Vanderpoorten A, Laenen B, Gradstein SR, Kok P (2010) Biogeography of the Lost World. Phytotaxa 9: 254-265

- Gradstein SR, Sporn SG (2010) Diversity of epiphytic bryophytes along land use gradients in the Tropics. Nova Hedwigia Beiheft 138: 309-321

- Martinson GO, Werner FA, Scherber C, Conrad R, Flessa H, Wolf K, Corre MD, Klose M, Gradstein SR, Veldkamp E (2010) Tank bromeliads: Methane producing canopy wetlands in neotropical forests. Nature, Geoscience 3: 766-769

2009
- Elsner N, Fritz H-J, Gradstein SR, Reitner J (2009) Evolution - Zufall und Zwangsläufigkeit der Schöpfung. Wallstein Verlag, 456 pp.

- Gradstein SR, Ilkiu-Borges A-L (2009) Guide to the Plants of Central French Guiana: Liverworts and Hornworts. Memoirs of the New York Botanical Garden 76,4: 1-140.

- Gradstein SR, Schwerdtfeger M (2009) Blüten der Gelehrsamkeit: Hallers Garten in europäischer Perspektive. In: Albrecht von Haller im Göttingen der Aufklärung. Wallstein Verlag, p. 183-206

- Mota de Oliveira S, ter Steege H, Cornelissen JHC, Gradstein SR (2009) Epiphytic bryophyte communities in the Guianas are niche-assembled. J. of Biogeography 36: 2076-2084

- Vanderpoorten A, Gradstein SR, Carine MA, Devos N (2009) The ghosts of Gondwana and Laurasia in modern liverwort distributions. Biological Reviews 85: 471–487

- Wolf J, Gradstein SR, Nadkarni NM (2009) A protocol for sampling vascular epiphyte richness and abundance. J. of Tropical Ecology 25: 107-121

2008
- Gradstein SR, Homeier J, Gansert D (2008) The tropical mountain forest. Universitätsverlag,Gotinga, 219 pp.

- Gradstein SR, Kessler M, Lehnert M, Abiy M, Mandl N, Makeschin F, Richter M (2008) Vegetation, climate and soil of the unique Purdiaea forest of southern Ecuador. Ecotropica 14: 15-26

- Homeier J, Werner FA, Breckle S-W, Gradstein SR, Richter M (2008) Potential vegetation and floristic composition of Andean forests in South Ecuador. Ecological Studies 198: 87-100

- Nöske N, Hilt N, Werner F, Brehm G, Fiedler K, Sipman HJ, Gradstein SR (2008) Disturbance effects on diversity of epiphytes and moths in a montane forest in Ecuador. Basic and Applied Ecology 9: 4-12

- Werner F, Gradstein SR (2008) Diversity of epiphytes of tropical dry forest across a gradient of human disturbance in the Andes of Ecuador. J. of Vegetation Sci. 20: 59-68